# 三毛猫ホームズシリーズ
『三毛猫ホームズシリーズ』（みけねこホームズシリーズ）は、赤川次郎による推理小説のシリーズ。赤川次郎特有の読み易さと、猫が主人公であるストーリーの奇抜さから、現在も新刊が刊行される人気シリーズである。既に本家『シャーロック・ホームズシリーズ』を凌ぐ巻数になった。辻真先の『迷犬ルパンシリーズ』の主役の面々と共演したこともある。
雑誌（「小説宝石」・挿絵は塚本やすし）に連載した後（一部には書き下ろしもある）、「カッパ・ノベルス」で刊行され、後に光文社文庫、さらに二次文庫として角川文庫に入る（角川文庫の方が早い作品も一部ある）。
小説以外にも、赤川次郎のエッセイなどに「三毛猫ホームズ」のタイトルが付けられたものがある。
また赤川次郎の公式ファンクラブは「三毛猫ホームズと仲間たち」の名称で活動しており、その会報は「三毛猫ホームズの事件簿」の名称で年4回発行されている。

## シリーズ誕生まで
1975年から1976年にかけて、光文社カッパ・ノベルスで鉄道ミステリーのアンソロジーが刊行され、その第3集『見えない機関車』では、赤川の短編『幽霊列車』が収録候補に挙げられた。この案は、同作が文藝春秋刊行の短編集に収録されることになったため、流れたが、光文社の編集者・浜井武は、せっかくのコネを無駄にすることはないと、赤川に会いに行った。そこで赤川は、『三毛猫ホームズ嬢の冒険』・『ひまつぶしの殺人』・『ビッグボートα』の3つのプロットを提示した。浜井はこのうち、三毛猫がタイプライターを打って物語が展開する、「三毛猫ホームズ嬢」の案を面白いと考えた。しかし、当時のカッパ・ノベルスは、松本清張や高木彬光の現実的な設定の作品が多くの読者を集めていたこともあり、編集部から、もう少し現実的にするよう、設定の変更が求められた。これを受け、三毛猫がそぶりによって推理を示す、現在の設定が生まれた。なお、本シリーズが、光文社文庫のみならず角川文庫にも収録されているのは、カッパ・ノベルス編集部から角川書店に移籍した編集者・藤原剛の縁に端を発したものである。

## 登場人物
片山家関係者以外は姓のみで名前は出て来ない。
ホームズ
『推理』で飼い主（森崎智雄）が殺されたため、片山家で飼われることになった雌の三毛猫。事件現場に限らず、片山達に事件の重要な何かを教えるような行動をとる。紅茶を嗜み、アジの干物が好物。腫瘍ができ子宮を切除したためか、非常に落ち着いた雰囲気を持っている。赤川次郎が実際に飼っていた雌の三毛猫「ミーコ」がモデル（カッパ・ノベルス版『三毛猫ホームズの推理』のカバーに著者とともに写真が掲載されている）。
片山義太郎（かたやま よしたろう）
28歳、のっぽでひょろりと長い体に丸い童顔（『推理』より）。警視庁捜査一課の刑事でありながら、優しげな童顔と女性のようななで肩といった風貌から『推理』では「お嬢さん」のニックネームで呼ばれている。ホームズの様々な行動から事件の謎を読み解く。血が苦手で高所恐怖症・女性恐怖症。本人曰く「モテない」にもかかわらず、事件に関わった女性に好かれることが多い（ただし、最後はフラれるか、諸事情によって片山の周りから消えてしまう）。父親は「鬼刑事」と呼ばれるほどの腕利きであったが、非番の時に空き巣を捕まえようとして刺殺される（片山が刑事になったのは父親の遺言による）。母親もすでに他界しており、現在は妹の晴美と二人暮し。『推理』の最後で、ある理由で辞表を提出しているが、保留のままで宙に浮いた形になった上、その後も辞表を出し続けるも今の上司の栗原に黙殺されている。アルコールも全くダメで、飲むとすぐに倒れてしまう。
片山晴美（かたやま はるみ）
21歳、 義太郎の妹で、兄とは対照的に、小太りで肉付きのいい体（『推理』より）。ホームズの飼い主。ホームズを連れて事件調査に乗り出すなど行動的で、性格も兄とは正反対。石津は晴美にベタ惚れで、『卒業』では兄の同級生の久米にデートを申し込まれるなど、もてるようである。『推理』ではとある男性の子供を堕胎している。『追跡』や『怪談』、『騎士道』、『四季』など、いくつかの作品では事件に深入りし何度も死にかけているが、全く懲りていない。酒には強く、晴美を酔いつぶそうと一緒に飲んだ男を家に送り届けたこともあるほど。『推理』ではデパートに勤務していたが、『追跡』では「新都心教養センター」の受付嬢に転職。
石津（刑事）
25歳。『追跡』から登場。晴美の「自称」恋人で、目黒署刑事課の刑事であり、目黒署管内で事件が発生したために片山らとかかわるようになる。その後も自宅のそばで事件が発生し第一発見者となったり（『怪談』）、事件の関係者が目黒署管内に住んでいたり（『狂死曲』）等、捜査にかかわる理由が説明されているが、『騎士道』から始まるヨーロッパ編では晴美が「いたほうがいいと思う」という理由で呼び出したため参加することになり、以後、特に説明なく最初から事件捜査に係るようになる。後に異動したらしく『沈没』では警視庁の者と名乗っている。180cm近い長身で体格が良く、怪力の持ち主。気が優しく、馬鹿正直で大食漢。『駈落ち』では、女性を愚弄するような発言をした男を殴り、謹慎処分となった。『騎士道』では、城主の部屋を調べた時、最初に見た時と比べていくつかの武器がなくなっていることを、片山や晴美より早く見抜き、無くなっている武器を全て言い当てた。幼い頃に映画で見た化け猫のトラウマのせいで巨体に似合わず猫恐怖症であるが、ホームズには徐々に慣れてきている。片山と晴美に内緒で新興住宅地の団地に申し込む際には配偶者欄に石津晴美と記入したが、当選した現在は独り暮らしをしており、状況によって（『駈落ち』など）は被害者の一時保護の場所として使われることがある。小説では苗字のみ。
栗原（警視）
『追跡』から登場。警視庁捜査一課の課長。義太郎の上司。義太郎達の良き理解者でもある反面、我がままが昂じて苦労をかける面も。片山から辞表を受け取っているが黙殺している（引き出しにしまいこんでどこかにやってしまったり、メモがわりに使って捨ててしまったりして、毎回紛失してしまう）。絵画が趣味だが、お世辞にも上手いとは言えない（ライオンを描いた作品を素敵なダックスフントと晴美に言われるくらいの）腕前で、鑑賞した人に感想を求めては苦労させている。最近ではカメラに凝っているようで、上手く撮れた写真を絵にしているらしい。美術展に幾度となく出品しており、片山や晴美も無理矢理誘われている。
根本（刑事）
『追跡』から登場。警視庁捜査一課の刑事でやや辛口ながらも面倒見のいい先輩。妻帯者。
南田（検死官）
殺人事件があると飛んでくる。必ず余計な話をしてからでないと、肝心な話をしない。殺人現場にくると普段よりのんびりした性格になる。ホームズのことを「猫君」と呼んでいる。
児島光枝（こじま みつえ）
片山兄妹の叔母。両親を失った2人の母親代わりを自認している。世話好きで、仲人を務めることが生き甲斐。いつも義太郎に見合い話を持ってくるが、当の義太郎は迷惑に思っている。晴美の見合い話を持ってくる場合もある。

## シリーズ作品リスト
かっこの中の数字は本シリーズの解説やカバー・帯・作品リストなどで「第〇弾」・「第〇作」・「〇作目」・「〇冊目」等とされている数字である。この数字は光文社カッパノベルス版において、長編では1作（1冊）ごとに、短編では短編集1冊ごとに長編短編を通して刊行された順番でカウントしたものであり（そのため光文社カッパノベルス版では刊行されない再編集版短編集・小説以外のエッセイ集や対談集は含まれない）、光文社カッパノベルス版だけでなく、刊行順序が少し異なるものがあり再編集版短編集も含まれる光文社文庫版・異なる出版社の角川文庫版や岩崎書店刊行の赤川次郎ミステリーコレクション版でも同じ数字が使用されている。

### 長編
1. （1）三毛猫ホームズの推理
愛蔵版には短編「三毛猫ホームズのいたずら書き」を収録。
2. （2）三毛猫ホームズの追跡
3. （3）三毛猫ホームズの怪談
4. （4）三毛猫ホームズの狂死曲（ラプソディ）
5. （5）三毛猫ホームズの駈落ち
6. （6）三毛猫ホームズの恐怖館
7. （8）三毛猫ホームズの騎士道
8. （11）三毛猫ホームズの幽霊クラブ
9. （13）三毛猫ホームズの歌劇場（オペラハウス）
10. （14）三毛猫ホームズの登山列車
11. （16）三毛猫ホームズの騒霊騒動（ポルターガイスト）
12. （18）三毛猫ホームズの四季
13. （19）三毛猫ホームズの黄昏ホテル
14. （20）三毛猫ホームズの犯罪学講座
15. （21）三毛猫ホームズのフーガ
16. （22）三毛猫ホームズの傾向と対策
17. （24）三毛猫ホームズの心中海岸
18. （26）三毛猫ホームズの安息日
19. （27）三毛猫ホームズの世紀末
20. （28）三毛猫ホームズの正誤表
21. （30）三毛猫ホームズの失楽園
22. （32）三毛猫ホームズの四捨五入
23. （34）三毛猫ホームズの大改装（リニューアル）
24. （36）三毛猫ホームズの最後の審判
25. （37）三毛猫ホームズの花嫁人形
26. （38）三毛猫ホームズの仮面劇場
27. （40）三毛猫ホームズの卒業論文
28. （41）三毛猫ホームズの降霊会
29. （42）三毛猫ホームズの危険な火遊び
30. （43）三毛猫ホームズの暗黒迷路
31. （44）三毛猫ホームズの茶話会
32. （45）三毛猫ホームズの十字路
33. （47）三毛猫ホームズは階段を上る
34. （48）三毛猫ホームズの夢紀行
35. （49）三毛猫ホームズの闇将軍
36. （50）三毛猫ホームズの回り舞台
光文社文庫版には短編「三毛猫はジャスミンの香りがお好き」を収録。
37. （51）三毛猫ホームズの証言台
38. （52）三毛猫ホームズの復活祭（小説宝石2017年1月号から2018年3月号までに連載）
39. （53）三毛猫ホームズの裁きの日
40. （54）三毛猫ホームズの懸賞金
41. （55）三毛猫ホームズと炎の天使
42. （56）三毛猫ホームズと甘い誘惑

### 短編集
1. （7）三毛猫ホームズの運動会
収録作品　三毛猫ホームズの運動会・三毛猫ホームズのスクープ・三毛猫ホームズのバカンス・三毛猫ホームズの温泉旅行・三毛猫ホームズの殺人展覧会・三毛猫ホームズのバースデー・パーティ
2. （9）三毛猫ホームズのびっくり箱
収録作品　三毛猫ホームズのびっくり箱・三毛猫ホームズの名演奏・三毛猫ホームズのパニック・三毛猫ホームズの幽霊退治・三毛猫ホームズの披露宴・三毛猫ホームズの宝さがし
3. （10）三毛猫ホームズのクリスマス
収録作品　三毛猫ホームズの飛び石連休・三毛猫ホームズの子守歌・三毛猫ホームズの離婚相談・三毛猫ホームズの通勤地獄・三毛猫ホームズのクリスマス
4. （12）三毛猫ホームズの感傷旅行
収録作品　三毛猫ホームズの感傷旅行・三毛猫ホームズの優雅な生活・保健室の午後・三毛猫ホームズの同窓会・三毛猫ホームズの奇跡
5. （15）三毛猫ホームズと愛の花束
収録作品　三毛猫ホームズの名騎手・三毛猫ホームズの夜ふかし・三毛猫ホームズの幽霊城主・三毛猫ホームズと愛の花束
6. （17）三毛猫ホームズのプリマドンナ
収録作品　三毛猫ホームズのプリマドンナ・三毛猫ホームズのモーニング・コール・三毛猫ホームズの古時計・三毛猫ホームズの青春ノート
7. （23）三毛猫ホームズの家出
収録作品　三毛猫ホームズの家出・三毛猫ホームズの通信簿・三毛猫ホームズの殺し屋稼業・三毛猫ホームズの催眠術
8. （25）三毛猫ホームズの〈卒業〉
収録作品　三毛猫ホームズの〈卒業〉・三毛猫ホームズの衣裳戸棚・三毛猫ホームズの招待席・三毛猫ホームズの幽霊船・三毛猫ホームズの噂話
9. （29）三毛猫ホームズの好敵手（ライバル）
収録作品　三毛猫ホームズの好敵手・三毛猫ホームズの有給休暇・三毛猫ホームズの写真館・三毛猫ホームズの殺人カクテル
10. （31）三毛猫ホームズの無人島
収録作品　三毛猫ホームズの放火・三毛猫ホームズの無人島・三毛猫ホームズの雪合戦・三毛猫ホームズのキューピッド
11. （33）三毛猫ホームズの暗闇
収録作品　三毛猫ホームズの暗闇・三毛猫ホームズの無邪気（イノセント）・三毛猫ホームズの涙雨・三毛猫ホームズの包囲網・三毛猫ホームズの沈没
12. （35）三毛猫ホームズの恋占い
収録作品　三毛猫ホームズの朝帰り・三毛猫ホームズの恋占い・三毛猫ホームズの袋小路・三毛猫ホームズと、ある男の死・三毛猫ホームズの告別式・三毛猫ホームズの頭痛薬
13. （39）三毛猫ホームズの戦争と平和
収録作品　三毛猫ホームズのお節介・三毛猫ホームズと永遠の恋人・三毛猫ホームズの瓜二つ・三毛猫ホームズの遺失物・三毛猫ホームズの戦争と平和・三毛猫ホームズの引越し
14. （46）三毛猫ホームズの用心棒
収録作品　三毛猫ホームズの水泳教室・三毛猫ホームズの英雄伝説・三毛猫ホームズの殺人協奏曲・三毛猫ホームズのいたずら書き・三毛猫ホームズの用心棒

### 再編集版短編集
通常の短編集のほかに過去に出版された短編集に収録されていた短編を再編集した短編集もいくつかの出版社から出版されている。
- 『世界の名探偵 第10巻 三毛猫ホームズ』岩崎書店、2000年12月5日刊行 ISBN 4-265-06740-9
収録作品　三毛猫ホームズの夜ふかし・三毛猫ホームズの通勤地獄

#### 四季シリーズ
描写されている季節の明確な作品の中から選ばれた作品を収録した短編集。「カッパ・ノベルス」での刊行は無く、光文社文庫プレミアムでのみ刊行されている。
1. 三毛猫ホームズの夏 2012年7月7日刊行 ISBN 978-4-334-76440-1
収録作品　三毛猫ホームズのバカンス・三毛猫ホームズの幽霊城主・三毛猫ホームズの通信簿・三毛猫ホームズのキューピッド
2. 三毛猫ホームズの秋 2012年10月5日刊行 ISBN 978-4-334-76478-4
収録作品　三毛猫ホームズの殺人展覧会・三毛猫ホームズのびっくり箱・三毛猫ホームズの幽霊船・三毛猫ホームズの沈没
3. 三毛猫ホームズの冬 2013年1月8日刊行 ISBN 978-4-334-76523-1
収録作品　三毛猫ホームズのクリスマス・三毛猫ホームズの名騎手・三毛猫ホームズの古時計・三毛猫ホームズの雪合戦
4. 三毛猫ホームズの春 2013年3月7日刊行 ISBN 978-4-334-76547-7
収録作品　三毛猫ホームズの披露宴・三毛猫ホームズの子守歌・三毛猫ホームズの感傷旅行・三毛猫ホームズの夜ふかし

なお、「三毛猫ホームズの秋」については、後に一部収録作品を入れ替えて同じ光文社のBOOK WITH YOUシリーズからも刊行されている。
- 三毛猫ホームズの秋 光文社 2014年10月15日刊行 ISBN 978-4-334-92975-6
収録作品　三毛猫ホームズの運動会・三毛猫ホームズのびっくり箱・三毛猫ホームズの幽霊船・三毛猫ホームズの沈没

また、「三毛猫ホームズの春」については岩合光昭による写真を加えた週刊誌サイズのものがコンビニエンスストアセブン-イレブンで限定販売された。収録作品は文庫版と同じである。
- 「三毛猫ホームズの春 週刊誌判 赤川次郎×岩合光昭」 光文社ブックス No.120 2016年4月27日刊行 ISBN 978-4-334-87120-8

#### 角川つばさ文庫シリーズ
すべての漢字にかなをふって読みやすくしている。
1. 三毛猫ホームズの探偵日記 2012年4月15日刊行 ISBN 978-4-04-631230-3
収録作品　三毛猫ホームズの名演奏・三毛猫ホームズの宝さがし・三毛猫ホームズの通勤地獄
2. 三毛猫ホームズの推理日記 2012年8月15日刊行 ISBN 978-4-04-631249-5
収録作品　三毛猫ホームズの幽霊船・三毛猫ホームズの夜ふかし・三毛猫ホームズの同窓会
3. 三毛猫ホームズの事件日記 2012年11月15日刊行 ISBN 978-4-04-631271-6
収録作品　三毛猫ホームズのびっくり箱・三毛猫ホームズの幽霊退治・三毛猫ホームズの披露宴

### その他
以下はアンソロジーに収録されている短編作品。
1. 三毛猫ホームズの水泳教室（幽霊シリーズとのコラボ作品）初出は『ミステリマガジン』（早川書房）1980年4月号。『冬の旅人』（大和書房、1985年9月 角川文庫、1986年3月）のち、短編集『三毛猫ホームズの用心棒』に収録。
2. 三毛猫ホームズの英雄伝説　初出は『野性時代』1994年3月号。『名探偵の挑戦状』（カドカワノベルズ、1994年6月 角川文庫、1996年9月）のち、短編集『三毛猫ホームズの用心棒』に収録。
3. 三毛猫ホームズの殺人協奏曲『おとなりも名探偵』（カドカワノベルズ、1996年11月 角川文庫、2000年7月）のち、短編集『三毛猫ホームズの用心棒』に収録。
4. 三毛猫ホームズと永遠の恋人『名探偵で行こう 』（光文社、2001年9月 光文社文庫、2004年6月）初出は『小説宝石』2000年5月号。のち、短編集『三毛猫ホームズの戦争と平和』に収録。
5. 三毛猫ホームズの遺失物『名探偵を追いかけろ』日本推理作家協会編 （光文社、2004年10月 光文社文庫、2007年5月）初出は『小説宝石』2002年5月号。のち、短編集『三毛猫ホームズの戦争と平和』に収録。
6. 三毛猫ホームズのバカンス『名探偵登場!』山前譲編（ベストセラーズ、2004年11月）初出は『小説新潮』1982年10月号。のち『三毛猫ホームズの運動会』に収録
7. 三毛猫ホームズの運動会『名探偵、大集合!』（光文社文庫、2006年5月）初出は『別冊小説宝石』1981年12月号。のち『三毛猫ホームズの運動会』に収録

作中にホームズの名前は出てこないがホームズと思われる三毛猫と片山義太郎、片山晴美が登場する作品。
1. 三毛猫はジャスミンの香りがお好き（角川文庫×バンダイのコラボ企画「ほっと文庫」として文庫と入浴剤1袋でセット販売された。 2011年8月）のち光文社文庫版『三毛猫ホームズの回り舞台』に収録。

### 小説以外
1. 三毛猫ホームズ映画館（映画評論集） 大和書房、1983年6月25日 角川書店角川文庫、1989年6月10日 ISBN 978-4-04-149759-3
2. 三毛猫ホームズの青春ノート（自伝） 岩波書店岩波ブックレットNo.38、1984年11月20日 ISBN 978-4-00-004978-8 のち短編集『三毛猫ホームズのプリマドンナ』に収録
3. 三毛猫ホームズの音楽ノート 耳にも素敵なごちそうを！光文社 カッパ・ブックス、1985年1月 ISBN 4-334-00425-3 光文社 光文社文庫、1987年7月20日 ISBN 4-334-70570-7
「三毛猫ホームズのミュージック・トーク」『週刊FM』（音楽之友社）1983年7月から1984年8月まで掲載及び「レコード棚から」『CLASSY』（光文社）1984年6月から9月まで掲載他を纏めたもの
4. 三毛猫ホームズと仲間たち 新・赤川次郎読本　学研、1990年7月 ISBN 4-05-105067-X 光文社 光文社文庫、1993年7月20日 ISBN 978-4-334-71722-3
5. 三毛猫ホームズの談話室（対談集）光文社光文社文庫、2008年6月 ISBN 978-4-334-74436-6
6. 三毛猫ホームズとオペラに行こう！（オペラ鑑賞録） 朝日新聞出版、2009年3月 ISBN 978-4-02-250556-9
7. 三毛猫ホームズの文楽夜噺（文楽鑑賞録） 角川書店 2010年10月30日 ISBN 978-4-04-874065-4
8. 三毛猫ホームズと劇場に行こう！（演劇鑑賞録）角川書店、2011年4月 ISBN 978-4-0487-4195-8
9. 三毛猫ホームズのあの日まで・その日から　―日本が揺れた日―光文社光文社文庫、2013年12月 ISBN 978-4-334-766757
『三毛猫ホームズと芸術三昧！』として朝日新聞2007年4月から2011年10月まで連載されたもの。
10. 三毛猫ホームズの遠眼鏡 （エッセイ） 岩波書店岩波現代文庫、2015年01月17日  ISBN 978-4-00-602257-0
『三毛猫ホームズの遠眼鏡』として『図書』2012年7月号から2014年12月号まで連載されたもの。

## テレビドラマ
三毛猫ホームズシリーズは過去何回かドラマ化されている。

### 土曜ドラマ「三毛猫ホームズの推理」
『三毛猫ホームズの推理』は、2012年4月14日から6月23日まで毎週土曜日21:00 - 21:54に、日本テレビ系の「土曜ドラマ」枠で放送された。相葉雅紀は、ゴールデンタイムの連続ドラマでは初主演となった。

#### キャスト

##### 片山一家
片山義太郎〈29〉
演 - 相葉雅紀
捜査第一課殺人捜査第8係刑事。3人兄妹の次男で、洗濯、炊事、掃除など家事全般を完璧にこなし、料理を作るのが得意。
先祖代々伝わる「一家に一刑事」という鉄の掟と、かつて「名刑事」と謳われた祖父と父親の遺言通りに、憧れでもあった刑事の職についたが、極度の怖がりで高所恐怖症、女性恐怖症、幽霊恐怖症、血を見ると失神してしまうなどのあらゆる弱点により、「自分に刑事は向いていない。迷惑をかけてはいけない。」と辞表を提出するような日々を送っている。
また、父親譲りで何よりも人を疑うことが苦手でどんな人でも信じたいという自らの信念から、拳銃どころか手錠すら持ち歩いていない上に自身が刑事に不向きであるという確固たる思いができてしまっている。
そんな反省を続けていたある日、不思議な三毛猫との出会いによって人生に変化が訪れる。厳しくも温かい家族の後押しと、その三毛猫の力によって、次々と難事件を解決していくことになる。
刑事という職業に最も向かないと思っていた男が、悩み、苦しんだ犯人の心を溶かしていく。最終回のラストで家政婦になりすましたホームズと再会する。
片山ヒロシ〈39〉
演 - 藤木直人
独身。義太郎の兄。先祖から譲り受けたマンション賃貸を取り扱い一家の主な収入源とする。片山家の父親的存在で、不甲斐ない義太郎に手厳しく苦言を呈することもある。
自身は小説家を目指し自宅で鋭意執筆活動をしている。極度のミステリーマニアで、江戸川乱歩賞を目指しているが毎日一緒に過ごしている義太郎でさえもまともに一本の作品を書き上げた所を見たことがない。
だが、家族内で毎夕食時に行われる捜査会議では、その知識と推理好きを武器に中心人物となって事件解決に当たる。
幅広くミステリーをカバーしている為、時として捜査のヒントとなり得ることを言う。気分が高揚したりすると「クゥーッ！」と唸る癖がある。
片山晴美〈24〉
演 - 大政絢
義太郎の妹。聖清女子大学OG。アルバイトを転々として過ごしている。義太郎とは正反対でかなり鼻っ柱が強く行動力がある。
特に義太郎に対して当たりが厳しく、ヒロシと共に愛のある叱咤を繰り返している。末っ子特有の自由奔放さや頑固さがあり、どこか憎めない性格をしている。
社交的で甘え上手なため誰とでもすぐに仲良くなれる。興味のアンテナが立つと後先考えずに突っ走ってしまう無鉄砲さがあり、“事件”“謎”というような少し危険な香りのする事柄が大好きであり、それ故危険な目に遭うこともしばしば。
石津は晴美に対して懸命にアタックするも、晴美自身は常に笑顔で話しかけてくる石津のことを鬱陶しく思っている。
ホームズを連れて勝手に事件調査へ乗り出す。
ホームズ - シュシュ（スコティッシュフォールド） / 猫の化身 - マツコ・デラックス
捜査の途中で義太郎と出会った一匹の三毛猫。何やら義太郎の捜査に対して決定的なヒントを与えてくれる。
時折、義太郎を驚かすように猫の化身として人間化し会話をする。しかしその姿は義太郎にしか見えておらず、様々な職業に扮して現れる。
なぜか片山家を元から知っているような素振りがあり、ただならぬ秘密を知っている様子である（義太郎が使っていたホームズ用バッグを父親の正太郎が使っている写真（中にはホームズに似た猫が）や新聞記事に載っている祖父の写真にホームズに似た猫が写っている等）。一度片山家を追い出されて以来、ヒロシのことを毛嫌いしている。
アジの干物が好物でネコの時も非常に落ち着いた雰囲気を醸し出している。人間の言葉を理解する。基本的にその場を動かない。
最終回のラストで家政婦になりすまして義太郎と再会する。

##### 警視庁捜査第一課
根本敏夫
演 - 尾美としのり
捜査第一課殺人捜査第8係係長。義太郎、石津の上司。刑事という仕事に誇りと信念、熱い情熱を持っているため「刑事を辞めたい」と常に言っている義太郎のことが気に入らず、馬鹿にし、よく晴美と衝突する。
捜査は足で行うタイプで、地道な努力で一歩ずつ犯人を割り出していく。一課の中では長的な役割を担っていることもあり、「このヤマ取るぞ！」と自分自身の力で事件を解決しようと意気込む。
巧みに太鼓持ちをしてくれる石津を部下として好み、片山が現場でミスをするたびに「なぁ石津ぅー！」と激怒する。
金田を追って入った工場で、銃弾に倒れた村田と栗原を最初に発見し、栗原が村田を誤って撃ったと勘違いし、栗原を庇うために証拠を捏造。その後、義太郎と石津による取り調べで自供し、小林管理官により懲戒免職を言い渡される。退院した栗原にその行動を感謝されると涙ぐみ、面会に来た石津に義太郎を頼むと進言した。事件終了後、取調室で一人で敬礼した。
演じた尾美は「台本頂いた際に吃驚マークが台詞に多くあり、大変だったと感じてその後のど飴を購入した」「相葉演じる義太郎に叱責するシーンが多いので、口臭対策としてガムや飴は常備して撮影に臨んでいる」と会見で語っている。
栗原肇
演 - 石坂浩二
捜査第一課課長。警視。殉職した義太郎の父・正太郎とは同僚で、ホームズのことを知っている。彼自身も叩き上げの実力派刑事であった。その過去を知る者たちのからは信頼が厚い。
いつも飄々としていて一見昼行灯の様に見える。あと数年で定年を迎える。職場で使用している机の上は趣味で集めている絵画など美術品で溢れている。美術展に幾度となく出品しており、義太郎や晴美を無理矢理誘うこともある。会社の社長や大学の教授など、非常に知り合いが多い。
義太郎からは辞表を受け取っているが、美術展のパンフレットで埋まった机の引き出しに仕舞い込みどこかに失くしてしまったり、メモがわりに使って捨ててしまったりと毎回紛失しその度に誤魔化している。同僚の正太郎の息子である義太郎のことを気にかけており、警察官としての心構えを教えたり、潜入捜査を頼み込んだりしている。
石津良平〈25〉
演 - 大倉忠義
捜査第一課殺人捜査第8係刑事。晴美の「自称」恋人。捜査一課内では根本と一緒に義太郎をないがしろにするような態度をとることもあるが、いざ義太郎と二人になると「お兄さん！」と呼んだりする明るい二枚舌である。
義太郎との捜査に対しても「晴美の喜ぶ顔をみるため、お兄さんに手柄をあげさせたい」という思いと、「自分が出世して片山家の『一家に一刑事』を継ぎ、晴美と幸せに暮らしたい」という思いの、二律背反した葛藤の狭間でいつも戦っている。自分の事を“スタイリッシュな二枚目”と思っているが周囲でそう思っている人間は一人もいない。人に流されやすいが、最終話では、義太郎を信じ、小林の命令に背いて独断で事件を操作したり、義太郎に密かに情報を与えたりしたため、捜査から外されかけるも、退院した栗原に助けられた。
樋口（刑事）
演 - 植木夏十
捜査第一課殺人捜査第8係 巡査。
村田直哉
演 - 君沢ユウキ
捜査第一課殺人捜査第8係 巡査。金田を追って入った工場で、小林に撃たれて殉職する。
小林康秀
演 - 升毅（第5・10 - 最終話）
捜査第一課第四強行犯捜査管理官。警部。本郷西署管内で起きた連続殺人事件の陣頭指揮を執る。
銀星会と繋がっており、そこに賄賂を流していたことを正太郎に突き止められて、23年前の事件で金田を説得していた正太郎を銃殺し、金田を犯人に仕立て上げた。金田を脱獄させるように仕向け、銀星会に殺害させようとするが、失敗。次に、工場で彼を射殺しようとするが、撃った弾が村田に当たってしまい、失敗。その後、逃走資金を取りに来ようとした金田を狙撃しようと指揮を執るが、義太郎とホームズに妨害されて失敗。最終的に、銀星会に頼んでヒロシと晴美を拉致して金田をおびき寄せ、彼を倉庫に閉じ込めて首吊り自殺に見せかけて殺害したが、義太郎にそのトリックを暴かれてしまう。その後、彼に発砲して追い詰めるが、ホームズや石津、片山家によって追い詰められ、自身の拳銃の弾を使い果たし、逮捕された。

黒川隆一
演 - 神尾佑（第10話）
捜査第一課殺人捜査第7係。
片山正太郎
演 - 平岳大（第10話）
捜査第一課 警部。義太郎の父で、彼と同様どんな人でも信じていた。銀星会と小林が繋がっていることを密かに捜査していた。23年前、銀行に押し入った金田を説得している最中に、小林に撃たれて殉職する。

##### 警察関係者
津川旬子
演 - 吉瀬美智子（第4 - 6話）（少女期：脇菜々香）
八王子中央署所轄刑事。女性恐怖症の義太郎が初対面で唯一緊張しなかった女性である。
薬物殺害事件の重要参考人として神田勇一を追っていた。義太郎とコンビを組み、事件を追うなかで刑事としての職責の大切さを義太郎に気付かせる切っ掛けを作る。実は、妹・幸子を殺害した久保山、そしてその仲間、神田、安東、結城に復讐を遂げるために刑事になった。石井と共謀して、彼らを殺し、世間から事件の内容を注目させるために、敢えて前の事件で使った凶器を現場に置いた。捜査を攪乱するために、義太郎を利用していた。無線で久保山の居場所を突き止め、石井と共に彼を都立八王子南高校の体育倉庫に監禁するが、義太郎に見破られる。その後、手錠も銃も持たずに倉庫に突入した彼と対峙し、彼に説得させられて、自分の手錠を差し出して逮捕させた。

##### ゲスト

###### 第1話
吉塚雪子
演 - ベッキー
恵心女子大学 学生会会長・心理学部 大学院生。森崎の愛人。義太郎と石津に富田と今井の汚職を教える。
実は大学内の詐欺事件に加担していた。森崎に裏切られて彼を殺害し、恐喝してきた小峰を殺害しようとするが、義太郎に止められ逮捕される。
森崎智雄
演 - 大浦龍宇一
恵心女子大学 学部長で教授。和生の兄だが、弟とは不仲。栗原の知り合いで、義太郎に大学内の詐欺事件の解決を依頼し、彼に大学に住み着いている三毛猫・ホームズを紹介する。義太郎にコンテナカフェで張り込みを頼んだ夜に、カフェで殺害される。
実は大学内で詐欺組織を作っていた。愛人の雪子を詐欺の主犯格として警察に売り、自身は罪を免れようとしていた。
富田和生
演 - 大鶴義丹
恵心女子大学 総務部長。森崎の弟だが、婿養子に入って苗字が変わっている。
実は新校舎建設にあたって、今井を介して多額の現金を懐に収めていた。森崎に対する殺人容疑で逮捕される。浅井の殺害を今井に指示し、森崎を殺害しようとするが待ち合わせ場所に彼が現れず、翌朝コンテナカフェに行くと、彼はそこで既に亡くなっていたと供述する。
小峰哲三
演 - 斉藤暁
恵心女子大学 管理人。
雪子の指示のもと森崎を殺害する。事件後、彼女を恐喝するが、逆に殺されかける。その後、逮捕される。
今井広三
演 - 小須田康人
恵心女子大学 新校舎建設現場主任。富田と共謀し、汚職事件を起こす。富田に指示されて浅井を殺害する。義太郎に追い詰められ、非常階段で足を滑らせて転落死する。
浅井信二
演 - 島津健太郎
恵心女子大学 教授。富田の汚職を知り彼らを恐喝したため、今井に殺害される。

###### 第2話
金崎涼子
演 - 瀧本美織（少女期：石井香帆）
沢子の妹。相良の娘。姉を死に追いやったL♥PA 恋愛力アカデミーを恨んでいる。父である相良を守るために操作を撹乱する。最後に、相良を助けた片山に感謝した。
相良
演 - 半海一晃
L♥PA 恋愛力アカデミー事務員。沢子と涼子の父親。L♥PA 恋愛力アカデミーに沢子を死に追いやられたことで彼らに復讐した。逮捕前に涼子と和解することが出来た。
戸村
演 - 阪田マサノブ
L♥PA 恋愛力アカデミー講師。相良に殺されかけるが、義太郎に助けられる。
金崎沢子
演 - うえむらちか（少女期：小日向雪）
L♥PA 恋愛力アカデミー受講生。涼子の姉で、L♥PA 恋愛力アカデミーに騙されて２年前に自殺している。
山室
演 - 平沼紀久
L♥PA 恋愛力アカデミー講師。授業でDVDを流し、部屋が暗転した際に相良に殺された。　　　　　　　　
泉田
演 - 龍坐
L♥PA 恋愛力アカデミー講師。毒物を含んだ薬を服用して死亡した。鞄から血の付いたシャツが押収されており、律子を殺した可能性があるが、真相は不明。
徳田律子
演 - 平野京
沢子・涼子の従姉妹。涼子の部屋で死亡した。泉田に涼子と勘違いされて殺害された可能性があるが、真相は不明。

###### 第3話・第4話
永江圭子
演 - 加藤あい（幼少期：信太真妃）
永江財閥次女。看護師。英哉と愛人の子供で、他の兄弟からいじめを受けていた。前妻が亡くなり、母が英哉と再婚しようとしたときに、智美が現れて、そのショックで母が自殺してしまう。しかし、他の兄弟に智美が母親を殺したと騙され、智美を殺害してしまう。その後、騙されたことを知り、北村と共謀して彼らを殺害して財産を奪い、復讐することを計画する。しかし、実際は英哉の養子であったこと、彼が遺産は全て寄付して城を彼女に託そうとしていたことが判明し、拳銃で自殺しようとしたが義太郎に阻まれる。その後、逮捕された。
永江英哉
演 - 榎木孝明
永江財閥当主。親族の３回忌のため、一族を呼び出す。中世ヨーロッパの風俗が好き。フィアンセの智美を殺害した犯人を見つけ出すように義太郎に協力を依頼した。北村によって鉄の処女に入れられて殺害された。
永江智美
演 - 春日井静奈
英哉の婚約者。圭子に鉄の処女で殺される。
永江和哉
演 - 山口馬木也（少年期：浅石陸希）
永江財閥長男。株式会社永江物産社長。栗原の知り合いで、彼にボディーガードを依頼する。教会から突き落とされて亡くなる。
永江有恵
演 - 北川弘美（少女期：庭野結芽葉）
永江財閥長女。北村に刺殺される。　　　　　　　　
永江紳也
演 - 細田よしひこ（幼少期：五十嵐空）
永江財閥次男。圭子によって銃殺される。
北村章
演 - 小松和重
永江物産社長秘書。和哉は、大学のアーチェリー部の先輩。圭子と共謀して英哉と他の兄弟を殺害する。助けを求めに行った道中で爆発に巻き込まれて死亡したように偽装した。事件を嗅ぎ付けた晴美を鉄の処女で殺害しようとしている所を義太郎に目撃され、彼を追い込むが、城の屋上から転落死する。
梶本
演 - 長江英和
永江財閥執事。北村の正体を見破る。紳也に刺殺される。

###### 第5話・第6話
石井一馬
演 - 長谷川朝晴
ラジオDJ。病院を脱走したゆかりを保護し、彼女を藤田ゆかりと名付け、仕事を与えた。彼女と婚約したが、結婚式の前日にゆかりが失踪してしまう。その後、旬子と共謀して久保山たちに復讐するが、彼女と久保山とともに逮捕される。
久保山良男
演 - 赤木伸輔
都立八王子南高校OB。父の汚職を旬子と幸子(ゆかり)の父親によって告発されたことで、幸子をいじめるようになる。記憶を取り戻すために自宅を訪ねてきた幸子を暴行し、記憶を完全に取り戻させる。そして、彼女を階段から突き落として殺害し、罪を逃れるために所持品を全て奪ったため、彼女は無縁仏として埋葬されてしまう。旬子によって、一連の事件の犯人として仕立て上げられ、指名手配されてしまい、電話で根本に保護を依頼する。しかし、無線で居場所を聞いた旬子によって拉致される。その後、逮捕される。
神田勇一
演 - 隈部洋平
都立八王子南高校OBで、久保山の同期。不動産会社社員。注射器を使って毒殺される。
安東和敏
演 - 七枝実
都立八王子南高校OBで、久保山の同期。飲食店店長。ナイフで刺殺される。
結城哲也
演 - 竹森千人（フラミンゴ）
都立八王子南高校OBで、久保山の同期。絞殺される。
津川幸子 / 藤田ゆかり
演 - 肘井美佳（少女期：谷中唯彩）
都立八王子南高校OG。ラジオお天気DJで、津川旬子の妹。久保山たちから執拗ないじめを受けていて、校舎の屋上から飛び降りた。意識が戻り、母親が恨みを抱いた久保山らの名前が書かれた自分の写真を持って病院を脱走した。その後、石井に助けられ、藤田ゆかりと名付けられ、ラジオお天気DJの仕事を与えた。自分の記憶を取り戻すために久保山の自宅を訪ね、久保山から暴力を受けて記憶を取り戻し、その直後に階段から突き落とされて死亡し、無縁仏として埋葬される。
金井
演 - 円城寺あや（第6話のみ）
都立八王子南高校養護教諭。義太郎による聞き込みで、藤田ゆかりの本名が津川幸子で、旬子が彼女の姉であることを教えた。
神田照代
演 - 羽里早紀子
勇一の妻。
神田大祐
演 - 長島暉実
勇一の息子。

###### 第7話
有田令子
演 - 紺野まひる
永光出版週刊QQ編集長。LR企画の秘密を暴くために仲谷夫妻と協力する。警察の捜査が遅いことを嫌っているが、事件を未然に防いだ義太郎に感謝した。
仲谷貞吉
演 - 織本順吉
仲谷とよ
演 - 森康子
アパート放火事件被害者。夫婦。令子とともに鮫田と大家を殺害し、部屋を放火して刑務所に入ろうとするが、義太郎と石津に阻止されて、逮捕された。
鮫田悠一
演 - 金山一彦
LR企画役員。アパートを放火し、高齢者に新たな住居を斡旋して金を巻き上げる囲い屋。大家とともに立石を殺害し、義太郎から疑いをかけられ、取り調べを受けるが、容疑を否認して名誉棄損で訴えると述べ、警察署を後にする。その後、仲谷夫妻を訪ねるが、彼らと令子に捕まり、殺されかけるも、義太郎と石津に助けられる。その後、救急搬送される。
立石貢
演 - 飯田基祐
LRファイナンス債務者。妻に生命保険をかけて、自身や仲谷夫妻が住むアパートを放火した。保険が下りないことに苛立つ鮫田と大家に泥酔させられ、氷と塩を入れた浴槽に入れられて、不整脈によって死亡する。
大家啓介
演 - 八代真吾
LR企画社員。鮫田とともに立石を殺害し、仲谷夫妻を訪ねるが、彼らに捕まり、殺されかけるも、義太郎と石津に助けられる。その後、救急搬送される。
間宮健二
演 - 平賀雅臣
永光出版社長。令子に記事になるネタを持ってくるように𠮟責した。

###### 第8話・第9話
宮越友美
演 - 岡本玲（少女期：木村真那月）
聖清女子大学文学部2年。薬物を密売している。堀口や明日香を使って自分を裏切ろうとした牧子や、薬物売買を嗅ぎ付けた春日を殺害させる。義太郎のことを信頼している。奈良教授を殺害した疑いで、一度は逮捕されるも、義太郎によって無実を証明されて、釈放されている。大学に戻ると、口封じのために明日香を襲撃した堀口を部屋に呼び寄せて、襲われているふりをして彼を突き落として殺害する。その後、自分を裏切った（実際は彼女の勘違い）明日香を殺害しようと単身で病室に潜り込むが、義太郎に阻まれて、逮捕される。しかし、義太郎に裏切られたことにショックを抱き、心を閉ざしてしまい、取り調べが難航している。
村瀬明日香
演 - 有村架純（少女期：小西結子）
聖清女子大学文学部2年。留学していたロシアから薬物を輸入し、友美と密売していた。小学生のころ、いじめを受けていて、自殺しようとしたところを友美に助けられる。彼女を守るために、彼女を脅迫した奈良を殺害し、義太郎に自首して、罪を全てかぶろうとしたが、堀口に襲撃される。病院に搬送されたが、一命を取り止める。
堀口康夫
演 - 東根作寿英
聖清女子大学農学部准教授。薬物依存者。友美に牧子や春日を殺害するように指示され、遺体を糸で下ろして義太郎の前に落とす。義太郎と石津の取り調べによって部屋から犯行に使った糸が見つかる。義太郎に罪を自白した明日香を襲撃して殺害しようとしたが、失敗した。その後、友美に呼び出されて、部屋から突き落とされて死亡する。
川口素子
演 - 西山繭子
聖清女子大学学生課主任。妹が薬物による中毒で死亡している。
春日貞幸
演 - 児玉貴志
フリージャーナリスト。友美の薬物の密売を嗅ぎ付けて取材を要求するが、堀口に殺害される。
浜野牧子
演 - 梶原ひかり
聖清女子大学文学部2年。初めは友美や明日香とともに薬物を密売していたが、怖気づいて手を引いた。その後、友美を恐喝したため、堀口に殺害される。
奈良健司
演 - 松澤一之
聖清女子大学文学部主任教授。友美を脅迫したため、明日香に撲殺される。

###### 第10話
金田広造
演 - 陣内孝則（最終話にも出演）
23年前の銀行強盗事件で服役中の東京刑務所受刑者。(実際は冤罪で、真犯人は小林。）危篤の母親に会うために脱獄するが、母親は3年前に死亡していた。小林の指示で射殺される際に庇った義太郎に助けを求めるために片山家を訪れた。以後、義太郎と行動を共にするが、小林によって殺害される。
武藤勇次
演 - 赤屋板明
銀星会構成員。脱獄した金田を殺害しようとするが、銃が暴発して死亡した。
神戸哲
演 - 光宣
武藤の舎弟。石津と義太郎に金田の居場所を伝える。
銀星会組長
演 - 麿赤兒（最終話にも出演）
小林と繋がっている。
狙撃手
演 - マイク・ハン
小林の指示のもと、金田を襲撃しようとするが、ホームズによって阻止された。

#### 猫の化身扮装
- 第1話 - 清掃員
- 第2話、最終話 / エピローグ - 家政婦
- 第3 - 4話 - キャディ
- 第5 - 6話 - シスター
- 第7話 - 給食のおばさん
- 第8 - 9話 - 喪服の女
- 第10 - 最終話 - 和服の女

#### スタッフ
- 原作 - 赤川次郎「三毛猫ホームズ」シリーズ（光文社刊 / 角川文庫刊）
- 脚本 / 脚本協力 - 大宮エリー、高橋悠也、山浦雅大
- 脚本 / プロット協力 - 宮本武史
- 音楽 - 金子隆博
- 演出 - 中島悟、南雲聖一、菅原伸太郎、松永洋一
- 演出補 - 松永洋一、伊藤大輔、北川瞳、渡辺圭太、松田健斗
- 主題歌 - 嵐「Your Eyes」[4]（ジェイ・ストーム）
- 音響効果 - 上田真理香
- サウンドデザイン - 石井和之
- ミステリーコンサルタント - 樹林伸
- ブレイン - 根本ノンジ
- 警察監修 - チーム五社
- 医療監修 - 堀エリカ（医療コーディネータージャパン）
- アクションコーディネート - 佐々木修平、田中里佳
- ガンエフェクト - パイロテック
- モーションデザイン - 熊本直樹、寺島圭佑
- VFX - 小嶋寛郎、木村康次郎
- タイトルバック - 熊本直樹、竹久正記
- 特殊造型 - 梅沢壮一、亀山夏美
- 特殊効果 - 星野伸
- 劇中料理 - 赤堀博美
- アニマルトレーナー - 坂本紀江、宮野緑、久保玲衣奈、村上円
- 協力 - 湘南動物プロダクション
- シニアチーフクリエイター（第1 - 7話） → 統括プロデューサー（第8 - 最終話）櫨山裕子
- チーフプロデューサー（第8 - ） - 大平太
- アシスタントプロデューサー - 大護彰子、森嶋淳（オフィスクレッシェンド）、伊藤茜
- プロデューサー - 池田健司、秋元孝之（オフィスクレッシェンド）、福井雄太
- プロデューサー補 - 小林美穂
- 制作協力 - オフィスクレッシェンド
- 製作著作 - 日本テレビ

#### 放送日程
| 各話                                                           | 放送日        | サブタイトル                                  | 原作                                 | 脚本       | 演出       | 視聴率 |
| -------------------------------------------------------------- | ------------- | --------------------------------------------- | ------------------------------------ | ---------- | ---------- | ------ |
| 第1話                                                          | 2012年4月14日 | 天才化け猫&ダメ刑事VS密室殺人                 | 三毛猫ホームズの推理（第1作）        | 大宮エリー | 中島悟     | 15.9%  |
| 第2話                                                          | 2012年4月21日 | 家出猫はミタ! 亡霊殺人事件                    | 三毛猫ホームズの追跡（第2作）        | 大宮エリー | 中島悟     | 12.1%  |
| 第3話                                                          | 2012年4月28日 | 猫消失!? 古城監禁殺人ツアー                   | 三毛猫ホームズの騎士道（第8作）      | 高橋悠也   | 南雲聖一   | 12.7%  |
| 第4話                                                          | 2012年5月05日 | 古城連続殺人!真犯人の涙…                      | 三毛猫ホームズの騎士道（第8作）      | 高橋悠也   | 南雲聖一   | 13.1%  |
| 第5話                                                          | 2012年5月12日 | 回る殺人の怪!? 初恋の義太郎                   | 三毛猫ホームズのフーガ（第21作）     | 大宮エリー | 中島悟     | 12.9%  |
| 第6話                                                          | 2012年5月19日 | 復讐の卒業写真…涙の女刑事                     | 三毛猫ホームズのフーガ（第21作）     | 大宮エリー | 中島悟     | 12.4%  |
| 第7話                                                          | 2012年5月26日 | 完全犯罪!? 放火の真実を追え                   | 三毛猫ホームズの大改装（第34作）     | 高橋悠也   | 菅原伸太郎 | 10.2%  |
| 第8話                                                          | 2012年6月02日 | 死の仮面舞踏!! さらば三毛猫                   | 三毛猫ホームズの犯罪学講座（第20作） | 大宮エリー | 南雲聖一   | 12.2%  |
| 第9話                                                          | 2012年6月09日 | 刑事失格!? 三毛猫最後の教え                   | 三毛猫ホームズの犯罪学講座（第20作） | 大宮エリー | 南雲聖一   | 12.5%  |
| 第10話                                                         | 2012年6月16日 | 最終章!! 脱獄犯は片山家の仇                   | 三毛猫ホームズの暗黒迷路（第41作）   | 山浦雅大   | 松永洋一   | 11.0%  |
| 最終話                                                         | 2012年6月23日 | ダメ刑事と三毛猫最後の奇跡 & 視聴者投票ラスト | 三毛猫ホームズの暗黒迷路（第41作）   | 山浦雅大   | 中島悟     | 13.8%  |
| 平均視聴率 12.8%（視聴率はビデオリサーチ調べ、関東地区・世帯） |               |                                               |                                      |            |            |        |

##### 投票によるエンディング
最終回のラストシーン・エピローグは「さよならホームズ…」と「おかえりホームズ!」2種類が撮影され、公式サイト・携帯サイト・データ放送で2012年6月23日にWエンディング投票が行われ得票数を獲得した一方のシーンが放送された。エンディングを視聴者の投票で決めるのは連続ドラマ史上初の試みとなる。投票結果は「さよならホームズ…」が5156042票、「おかえりホームズ!」が5498048票であったため、最終回・ラストシーンのエピローグは「おかえりホームズ!」が放送された。

#### 関連商品

##### サウンドトラック
- 「三毛猫ホームズの推理」オリジナル・サウンドトラック（バップ、2012年5月23日発売）

原作・赤川次郎、嵐・相葉雅紀を主演に迎えた日本テレビ系土曜ドラマ『三毛猫ホームズの推理』のオリジナル・サウンドトラック。音楽は、米米CLUBのメンバーで、TVドラマ『ドン★キホーテ』等を手掛けた金子隆博が担当。
| 収録曲（タイトル） / 作曲など | 収録曲（タイトル） / 作曲など | 収録曲（タイトル） / 作曲など |
| ----------------------------- | ----------------------------- | ----------------------------- |
| M-01                          | 初恋                          | 作曲・編曲：金子隆博          |
| M-02                          | 三毛猫ホームズの推理のテーマ  | 作曲・編曲：金子隆博          |
| M-03                          | 甘い時間                      | 作曲・編曲：金子隆博          |
| M-04                          | 市場の朝                      | 作曲・編曲：金子隆博          |
| M-05                          | 三毛猫スウィング              | 作曲・編曲：金子隆博          |
| M-06                          | よわくてつよい                | 作曲・編曲：金子隆博          |
| M-07                          | ミステリーの入り口            | 作曲・編曲：金子隆博          |
| M-08                          | キザム                        | 作曲・編曲：金子隆博          |
| M-09                          | クラリネ                      | 作曲・編曲：金子隆博          |
| M-10                          | ミラクル・クレズマー          | 作曲・編曲：金子隆博          |
| M-11                          | それでも信じてる              | 作曲・編曲：金子隆博          |
| M-12                          | アップライト                  | 作曲・編曲：金子隆博          |
| M-13                          | 市場の夕刻                    | 作曲・編曲：金子隆博          |
| M-14                          | さすらいのホームズ            | 作曲・編曲：金子隆博          |
| M-15                          | そんな時もあるさ              | 作曲・編曲：金子隆博          |
| M-16                          | しのび足                      | 作曲・編曲：金子隆博          |
| M-17                          | ブレイン                      | 作曲・編曲：金子隆博          |
| M-18                          | ココロの不思議                | 作曲・編曲：金子隆博          |
| M-19                          | つよいはもろい                | 作曲・編曲：金子隆博          |
| M-20                          | カヌーンの船                  | 作曲・編曲：金子隆博          |
| M-21                          | アラビック・ミステリー        | 作曲・編曲：金子隆博          |
| M-22                          | ホームズのジングル            | 作曲・編曲：金子隆博          |
| M-23                          | よしたろう動く                | 作曲・編曲：金子隆博          |
| M-24                          | クレズマー3                   | 作曲・編曲：金子隆博          |
| M-25                          | 市場の昼                      | 作曲・編曲：金子隆博          |
| M-26                          | 化身                          | 作曲・編曲：金子隆博          |
| M-27                          | Tortie’s Mystery              | 作曲・編曲：金子隆博          |
| M-28                          | もろくてつよい                | 作曲・編曲：金子隆博          |

##### Blu-ray＆DVD
- 『三毛猫ホームズの推理 Blu-ray BOX』

発売日・2012年10月24日
仕様・6枚組み（本編5枚＋特典1枚）
- 『三毛猫ホームズの推理 DVD-BOX』

発売日・2012年10月24日
仕様・6枚組み（本編5枚＋特典1枚）
【特典ディスク収録内容】
- 密着メイキング映像
- キャストインタビュー映像
- 三毛猫シュシュのテーマソング「シュシュの唄」
- PR番組集
- PRスポット集 など

【封入特典】
- オールカラーブックレット

| 日本テレビ系 土曜ドラマ              | 日本テレビ系 土曜ドラマ                        | 日本テレビ系 土曜ドラマ                                                 |
| 前番組                               | 番組名                                         | 次番組                                                                  |
| ------------------------------------ | ---------------------------------------------- | ----------------------------------------------------------------------- |
| 理想の息子 （2012.1.14 - 2012.3.17） | 三毛猫ホームズの推理 （2012.4.14 - 2012.6.23） | ゴーストママ捜査線 〜僕とママの不思議な100日〜 （2012.7.7 - 2012.9.15） |

## 漫画
全て秋田書店刊行。
- 赤川次郎ミステリー 三毛猫ホームズと名探偵たち

1. 作画：西臣匡子  2006年8月 ISBN 978-4-253-24211-0
2. 作画：いがらしゆみこ  2007年3月 ISBN 978-4-253-24212-7
3. 作画：いがらしゆみこ 2007年8月 ISBN 978-4-253-24213-4
4. 作画：佐々木みすず 2008年3月 ISBN 978-4-253-24214-1
5. 作画：佐々木みすず  2008年12月 ISBN 978-4-253-24215-8
6. 作画：佐々木みすず 2009年3月 ISBN 978-4-253-24216-5
7. 作画：佐々木みすず 2009年4月 ISBN 978-4-253-24217-2

- 三毛猫ホームズの冒険

1. 作画：橋本多佳子 2007年6月 ISBN 978-4-253-18535-6
2. 作画：秋乃茉莉 2007年7月 ISBN 978-4-253-18536-3
3. 作画：大橋薫 2007年11月 ISBN 978-4-253-18537-0
4. 作画：竹内未来 2007年12月 ISBN 978-4-253-18538-7
5. 作画：佐々木みすず 2008年8月 ISBN 978-4-253-18539-4

- 名探偵三毛猫ホームズ（作画：冨田はじめ、2007年10月5日、週刊少年チャンピオン掲載）

収録作品：「三毛猫ホームズのバースディ・パーティ（三毛猫ホームズの運動会）」「三毛猫ホームズの宝さがし（三毛猫ホームズのびっくり箱）」「三毛猫ホームズのバカンス（三毛猫ホームズの運動会）」「保健室の午後（三毛猫ホームズの感傷旅行）」
- 赤川次郎 三毛猫ホームズ サスペンス&ユーモアミステリー（作画：安武わたる）

1. 2009年10月 ISBN 978-4-253-24218-9
2. 2010年1月 ISBN 978-4-253-24219-6

## ゲーム
コンシューマゲーム
- 三毛猫ホームズの騎士道（ゲームボーイ）
- 三毛猫ホームズ ゴーストパニック（ワンダースワン）

オンラインゲーム
- 三毛猫ホームズの推理 赤川次郎からの挑戦（GREE・フィーチャーフォン版）2012年。現在は配信終了。

## OVA
短編集「三毛猫ホームズと愛の花束」に収録されている「三毛猫ホームズの幽霊城主」が1992年7月21日にOVA化されている。収録時間45分。

### キャスト
- 片山義太郎 - 関俊彦
- 片山晴美 - 日髙のり子
- 石津（刑事） - 江原正士
- 宇田川和人 - 中村大樹
- 矢坂ゆかり - 土井美加
- 矢坂聖一 - 速水奨
- 桑原（警視） - 原田一夫
- 南田（検死官） - 八木光生
- 水田真子 - 安達忍
- 美奈子 - 稀代桜子

### スタッフ
- 原作 - 赤川次郎
- 監督・キャラクターデザイン - 北島信幸
- 演出 - 青木武
- プロデューサー - 富樫真、望月正雄、長谷川康雄
- 企画 - 富樫真、三浦亨
- 脚本 - 有井絵武
- プロダクションデザイン - 森木靖泰、南郷洋一
- 作画監督 - 古瀬登、北島信幸
- 美術監督 - 神山健治
- 撮影監督 - 小西一廣
- 音響監督 - 藤山房伸
- 音楽 - 羽田健太郎
- アニメーション制作 - AIC
- 製作 - アスク講談社
- 主題歌 - 平松愛理 「あなたに出逢えてよかった」

### 関連商品
THE MUSIC OF 「三毛猫ホームズ」
- 「三毛猫ホームズの幽霊城主」オリジナル・サウンドトラック
- レーベル - ポニーキャニオン
- 1992年2月21日発売

## 音楽朗読劇
- 2025年1月24日〜26日（COOL JAPAN PARK OSAKA WWホール）
- 2025年1月28日〜2月3日（ヒューリックホール東京）

### 配役
- 片山義太郎 - 岡宮来夢
- ホームズ - 水江建太
- 由谷 - 中村太郎
- 石津 - 京典和玖
- 永江英哉 - 須賀貴匡
- 永江有恵 - 大湖せしる
- 永江和哉 - 天宮良

### STAFF
- 演出 - 石丸さち子
- 脚本・作詞 - 元吉庸泰
- 音楽 - ただすけ
- 美術 - 松岡泉
- 照明 - 日下靖順
- 音響 - 清水麻理子
- 映像 - 手代木梓（トーキョースタイル）
- 衣裳 - 鈴木真育
- ヘアメイク - AKi
- 歌唱指導 - 水野里香
- 稽古ピアノ - 太田裕子
- 舞台監督 - 岩戸堅一
- 制作統括 - KADOKAWA
- 主催 - 音楽朗読劇「三毛猫ホームズ」製作委員会